# Jo Hyo-bi
Dans ce nom coréen, le nom de famille, Jo, précède le nom personnel.
Jo Hyo-bi, née le 15 juillet 1991 à Séoul, est une handballeuse internationale sud-coréenne qui évolue au poste d'ailière gauche. 
Avec l'équipe de Corée du Sud, elle participe aux jeux olympiques de 2012 où elle finit à la quatrième place. À l'issue de la compétition, elle est élue dans l'équipe type du tournoi en tant qu'ailière gauche.